# Вессельбурен
Вессельбурен (нім. Wesselburen) — місто в Німеччині, розташоване в землі Шлезвіг-Гольштейн. Входить до складу району Дітмаршен.
Площа — 5,14 км2. Населення становить 3470 ос. (станом на 31 грудня 2020).

## Історія
Місто було побудоване на двох пагорбах в болотистій місцевості, заселеній більше 1000 років тому, з плином часу перетворилася до розміру великого поселення. Вперше згадується не пізніше 12-го століття. З 1625 р. в місті проводилися ярмарки. У 1736 р. поселення майже все згоріло й відновлювалося практично з нуля. З найвищої точки міста, історичного центру, де знаходиться церква, основні дороги ведуть в радіальному напрямку. З 27 березня 1899 року поселення має статус міста.
У 1964 Вессельбурен оскандалився по всій країні і навіть на міжнародному рівні. Незважаючи на критику, іменем антисеміта Адольфа Бартельса була названа одна з вулиць міста, а сам він став почесним його громадянином. Пізніше вулицю було переіменовано, а почесне громадянство Бартельса було скасовано лише 1986 року.

## Відомі уродженці
- Адольф Бартельс (1862—1945) — німецький письменник, історик літератури.
- Ніколаус Войк Старший[de] (?–1542), реформатор церкви.
- Ервін Акфйтаг[de] (1907—1987), євангельсько-лютеранський теолог.
- Крістіан Фрідріх Геббель (1813—1863), поет і драматург.
- Фрідріх Христиан Гайльман[de] (1771—1836/1837), будівничий.
- Сабіна Кунст[de] (* 1954), міністр науки в землі Бранденбург, кол. ректор Потсдамського університету.
- Отто Христіан Мор (1835—1918), інженер-будівельник
- Оттілія Райлендер[de] (1882—1965), малярка.
- Йоганнес Б. Форст (Johannes B. Vorst) (1623—1676), філософ і теолог.

## Галерея

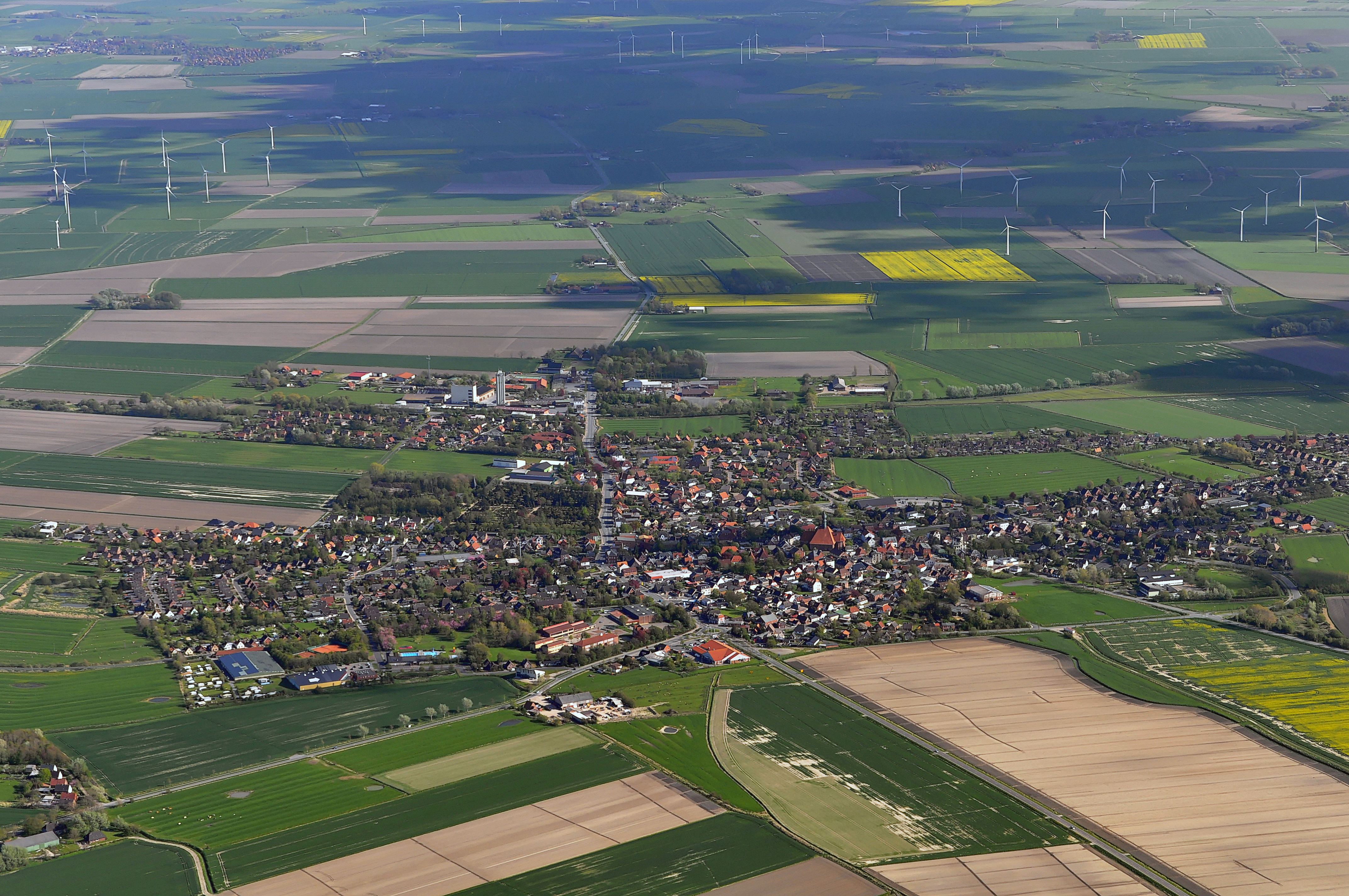
Аерофотознімок міста у травні 2012 р.
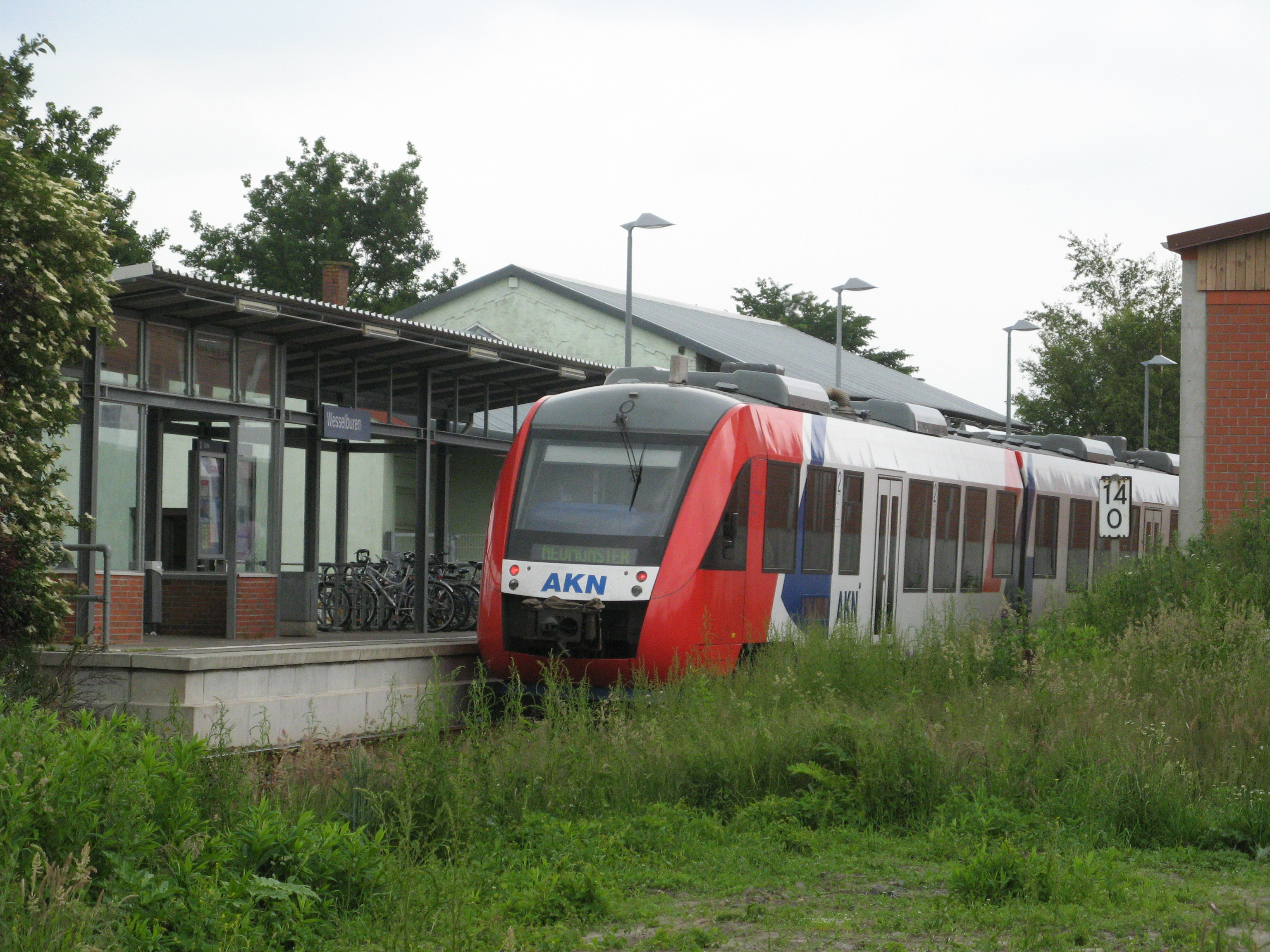
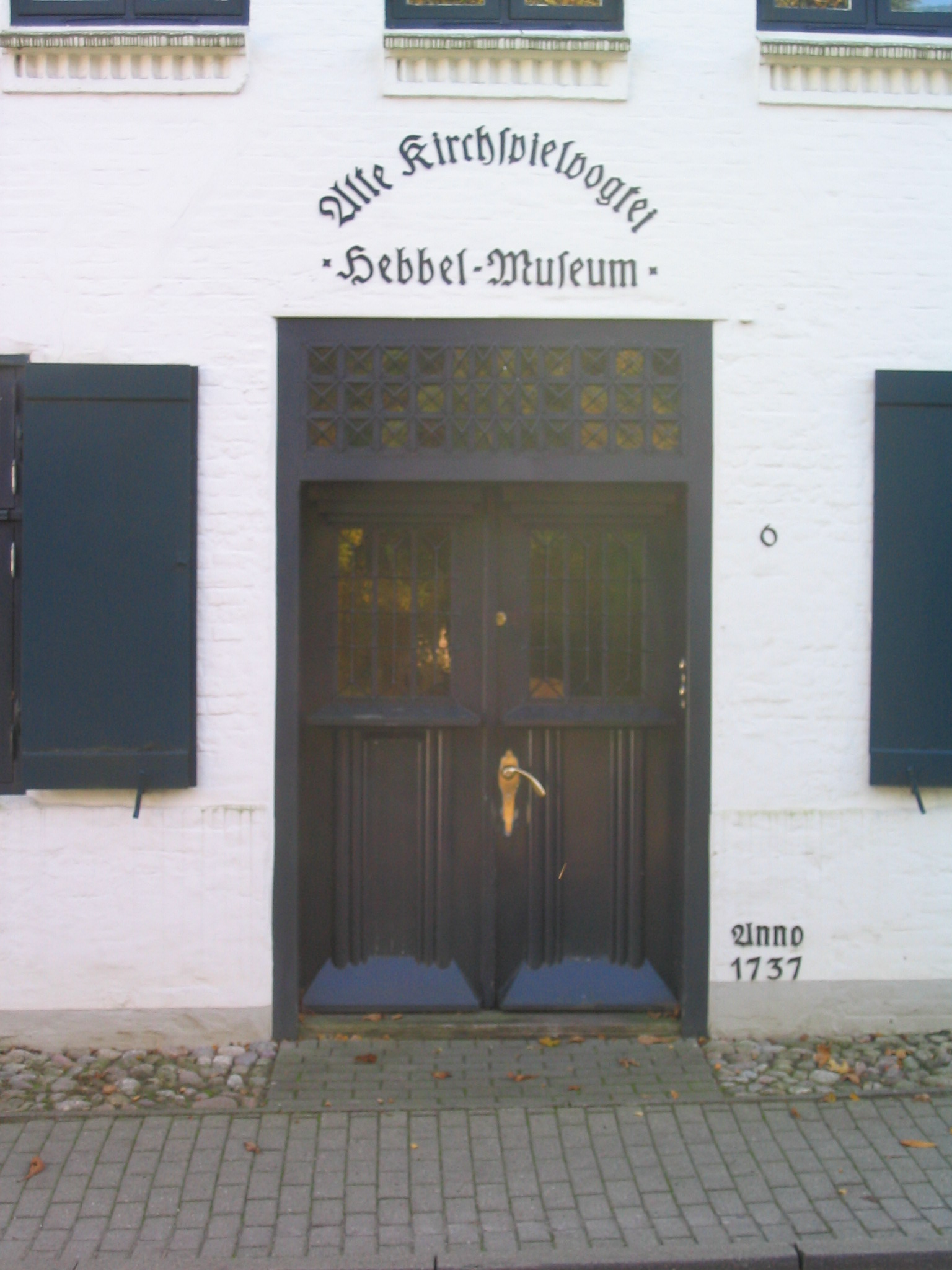
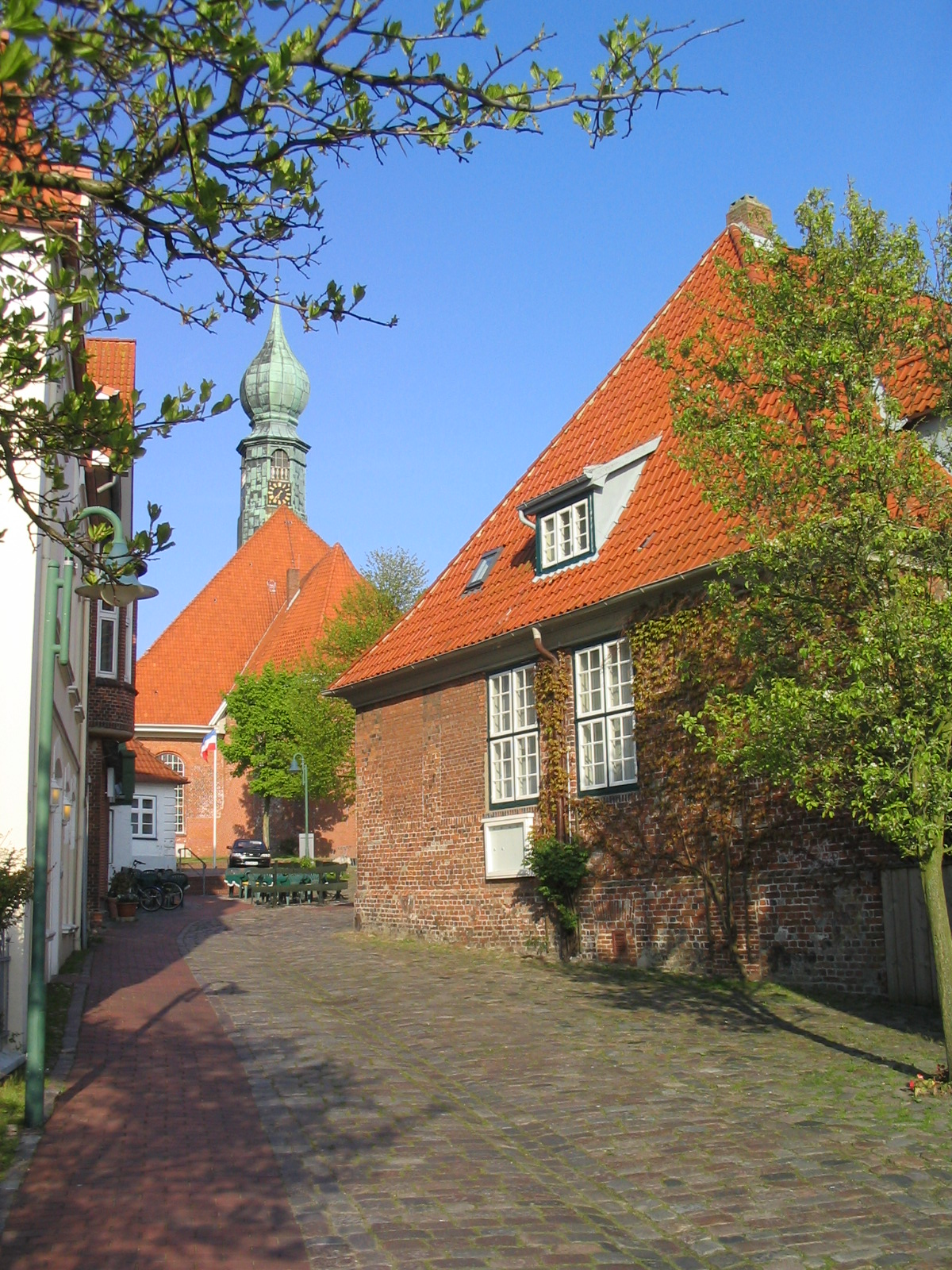